# 特里切西莫
特里切西莫（義大利語：Tricesimo），是意大利乌迪内省的一个市镇。总面积17平方公里，人口7716人，人口密度453.9人/平方公里（2009年）。ISTAT代码为030127。